# Budynek Archiwum Państwowego w Toruniu
Budynek Archiwum Państwowego w Toruniu – dawny budynek Miejskiej Komunalnej Kasy Oszczędności, obecnie siedziba Archiwum Państwowego
w Toruniu.

## Historia
Budynek zaprojektował w 1938 roku Ignacy Tłoczek. Gmach był przeznaczony na siedzibę Miejskiej Komunalnej Kasy Oszczędności. 11 maja 1939 roku przedłożono projekt. Pozwolenie na budowę wydano 13 maja. Przed 1 września 1939 roku budynek był gotowy w stanie surowym.
W czasie II wojny światowej został on przez okupanta przebudowany. Nowe rozpoczęto w 1941 roku. Niemcy zburzyli wieżę i prowadzące na nią schody oraz ulokowali wejście od strony głównej arterii. Remont budynku wraz z przebudową okolicy Łuku Cezara wchodził w skład planu gruntownej przebudowy miasta przez władze okupacyjne.
W 1945 roku w budynku mieścił się sowiecki szpital wojskowy. Prawdopodobnie w 1946, w związku z planami przeprowadzenia kolejnej przebudowy budynku, zaplanowano ulokowanie na elewacji rzeźby flisaka.
W 1957 roku obiekt wyremontowano i przystosowano na potrzeby Archiwum Państwowego, przeniesionego z Ratusza Staromiejskiego. Od 1996 roku, kiedy to Archiwum wzbogaciło się o nowy budynek przy ul. Idzikowskiego 6, w dawnym budynku mieści się jego centrala oraz oddział I, w skład którego wchodzi m.in. pracownia informacji archiwalnej i ewidencji, pracownia konserwacji oraz dział administracyjno-gospodarczy i dział finansowo-księgowy.
Obiekt wpisano do gminnej ewidencji zabytków (nr 617).